# 모리스 스와데시
모리스 스와데시(Morris Swadesh, 1909년 1월 22일 ~ 1967년 7월 20일)은 비교언어학, 역사언어학을 연구한 미국의 언어학자였다.
매사추세츠 주의 베사라비아 유대인 출신 이민자 가정에서 태어났다. 시카고 대학교에서 에드워드 사피어에게 수학하며 학사, 석사 학위를 취득하였고 이후 사피어를 따라 예일 대학교로 옮겨 1933년 박사 학위를 받았다. 제2차 세계대전 중에 미 육군과 정보부 관련 프로젝트에 참여하기도 했다. 전후 시티 칼리지 오브 뉴욕의 교수가 되었으나 미국 공산당의 당원이었던 이유로 1949년 해고되었다. 이후 대부분의 여생을 멕시코와 캐나다에서 보냈다.
그의 관심 분야는 아메리카 원주민 언어로서, 직접 북아메리카의 넓은 지역을 돌아다니며 현장 연구를 진행하기도 했다. 또 그는 언어연대학과 어휘통계학의 선구자 중 한 명으로, 언어간 기초 어휘 비교를 위해 쓰이는 스와데시 리스트의 개발자로서도 잘 알려져 있다. 이러한 기법을 바탕으로 그는 여러 논쟁적인 대어족 가설들을 이끌어내기도 했다.

## 같이 보기
- 스와데시 리스트